# Sokaku Takeda
Sokaku Takeda (武田 惣角; Fukushima, 10. listopada 1859. – Aomori, 25. travnja 1943.), obnovitelj, a po nekima utemeljitelj daito-ryu aiki-ju-jutsu.

## Životopis
Sokaku Takeda je rođen je 10. listopada 1859. godine, u obiteljskom zamku Ise, u prefekturi Fukushima, u Japanu. Bio je izravni potomak samurajske obitelji Minamoto – Takede. Otac mu je bio šinto svećenik Sokichi Takeda. Od ranog djetinjstva je Sokaku pokazivao interes za borilačke vještine, zbog čega ga otac polako počinje uvoditi u tajne mačevanja, rukovanja kopljem i štapom. Kenjutsu, bojutsu, sumo i daito-ryu-aiki-ju-jutsu naučio je od svog oca. Otac ga potom šalje najboljim majstorima borilačkih vještina. 
Prvi majstor mačevanja Toma Shibuya, podučava Sokakua stilu Ono-ha itto-ryu. Godine 1873. odlazi kod drugog velikog majstora Sakakibara Kenkichi. On ga podučava rukovanju mačem. U tom dojou pored Jikishinkage-ryu stila izučava i bo, shuriken i yari, ali i Takeda-ha Hozoin-ryu so-jutsu.
Kada je svladao ove borilačke vještine, obilazi škole diljem Japana. Upušta se u duele s najboljim učenicima kako bi usavršio svoje borilačko umijeće. Godine 1875. upoznaje Tanomoa Saigoa (1830. – 1903.) koji ga je trebao obučiti za šinto svećenika. Nakon smrti njegovog starijeg brata mjesto klanovskog svećenika ostaje upražnjeno. Međutim, Sokakua religija ne zanima. Ubjeđuje Saigoa da ga uputi u tajne oshikiuchi vještine, kojima ga je otac površno podučavao. Sticajem okolnosti 1877. godine odlazi vježbati kod Shunzo Momonoija (1826. – 1886.). Tamo stječe nadimak Aizu no Kotengu. 
Početkom 1877. godine Takamori Saigo (1828. – 1877.) organizira pobunu protiv cara Meijija (1852. – 1912.). Sokaku se želi pridružiti pobuni, ne mareći za činjenicu, da je jedan od posljednjih nasljednika obitelji Takeda. Od te ideje, Sakakibara Kenkichi ga pokušava odgovoriti. Ne uspjeva u tome, pa mu nalaže da ode u Osaku i odnese pismo njegovom starom prijatelju, majstoru mačevanja Shunzu Momonoiju. U pismu izlaže situaciju i moli Momonoija da nekako zadrži tvdoglavog mladića. Shunzo nije pokušavao utjecati na Sokakua, već mu je predložio da ostane na obuci i usavrši se prije nego što se pridruži pobunjenicima. Sokaku pristaje i počinje iz mjeseca u mjesec odlagati odlazak sve dok pobuna nije bila okončana. Sokaku se ponovno vraća starom Tanomou Saigou, koji ga počinje uvoditi u tajne bojutsua i aiki-ju-jutsua. Putovao je do otoka Okinawa i upoznao se s lokalnim stanovništvom, te njihovom vještinom udarca Okinavate. Odmjerio je snage s najpoznatijim borcima. Pobjeđivao ih je zahvaljujući brzim pokretima propuštanja protivnika. Shvatio je da su udarci koji lome drvo i ciglu opasni za pariranje i blokiranje, te da ih je najbolje izbjegavati. Na taj način će se smanjiti mogućnost povrede. Godine 1880. Tanomo Saigo odlučuje na Sokakua prennijeti sva tajna znanja borilačkih vještina aiki-ju-jutsu i oshikiuchi, te ga proglasiti nasljednikom obiteljske škole. Sokaku Takeda taj prijedlog odbija. Smatra da nije dostojan te časti. Pokraj toga, nije htio u potpunosti posvetiti se vještini samoobrane.
Tijekom narednih nekoliko godina Sokaku putuje po Japanu, usavršava svoje znanje. Godine 1898. je shvatio da je sazrio kao borac, da je najzad spreman primiti kompletno nasljeđe borilačkog umijeća Aizu klana. Pronašao je Tanomoa Saigoa u samostanu Ryozen u Fukushimi, te započeo s izučavanjem posljednjih tajnih tehnika vještina oshikiuchi i aiki-ju-jutsu. Dana 12. svibnja 1898. godine, službeno je proglašen za nasljednika vještine. Posvećuje se širenju i promoviranju iste.
Počeo je prenositi obiteljsku vještinu i na one koji nisu pripadali samurajskom staležu. Broj njegovih učenika stalno se uvećavao. Nikada nije imao stalni dojo, jer je uvijek bio na putu. Vodio je evidenciju o ljudima koje je podučavao. Po nekim procjenama imao je više od 30.000 učenika. Mnogi od njih su bili na visokim položajima. Najpoznatiji među njima su admiral Isamu Takeshita, Ryuho Okuyama, Sagava Yukiyoshi, Hisa Takuma, Kotaro Yoshida i Morihei Ueshiba.
Sokaku Takeda je utvrdio ime vještine. Daito, u prijevodu "Veliki istok". To je ime dvorca njegovog pretka začetnika vještine, Minamoto no Yoshitsune. Ryu označava školu, dok je karakter aiki preuzeo od djeda Soemona, koji je vještinu nazvao aiki-in-yo-ho. Njenu praktičnu stranu definirao karakterom ju-jutsu. Tako dolazi do konačnog naziva vještine Daito-ryu aiki-ju-jutsu. Podučavao ju je čitavog života.
Godine 1910. Sokaku se odlučio skrasiti na otoku Hokkaido. Ovaj najsjeverniji japanski otok će ostati mjesto njegovog službenog prebivališta do kraja života. U razdoblju od 1905. do 1935. godine Sokaku Takeda putuje Japanom podučavajući ljude Daito-ryu stilu. Uglavnom je držao desetodnevne seminare vojno-policijskim strukturama. Od 1935. do 1939. najviše podučava u novinskoj agenciji "Asahi". U agenciji podučava osoblje sigurnosti, a sebe najavljuje kao "učitelj Moriheija Ueshibe". Na zahtjev čelnika Asahija vodi seminare zatvorenog tipa na kojima je upoznao Takuma Hisu i dao mu zvanje Menkyo Kaidena (kompletno učenje).
Sokaku je poznavao mnoge moćne ljude iz policijsko-sigurnosnih struktura toga doba. Njegove pristalice su se nalazile na ključnim mjestima državnog aparata. Jigoro Kano mu je slao svoje učenike na usavršavanje. Tako se Kenji Tomiki usavršavao kod Sokakuovog asistenta Moriheija Ueshibe. 
Iz mnogih je duela Sokaku izlazio kao pobjednik, jer je njegov dar za borilačko umijeće bio nenadmašan. Sokaku je zaslužan za prenošenje drevne vještine aiki-ju-jutsu na buduće generacije, posredstvom svojih najboljih učenika, od kojih su najpoznatiji Morihei Ueshiba (osnivač aikida), Choi Yong-sool (osnivača hapkida) i njegov sin nasljednik Tokimune Takeda.
Sokaku je proveo većinu posljednjih godina svog života na otoku Hokkaido. Podučavao je sve do smrti 25. travnja 1943. godine. Umro je u prefekturi Aomori tijekom jednog od svojih uobičajenih posjeta podučavanju.

## Vanjske povezice
- Daito-ryu Aikijujutsu
- Biography of Sokaku Takeda